# Eucalyptus remota
Eucalyptus remota är en myrtenväxtart som beskrevs av William Faris Blakely. Eucalyptus remota ingår i släktet Eucalyptus och familjen myrtenväxter. Inga underarter finns listade i Catalogue of Life.